# Édouard Ahnne
Pour les articles homonymes, voir Ahnne.
Édouard Ahnne, né le 1er décembre 1867 à Voujeaucourt et mort le 7 avril 1945 à Papeete, est un directeur d'école, homme politique et missionnaire protestant. Il est Compagnon de la Libération.

## Biographie
Il arrive à Tahiti en 1892 comme missionnaire de la Société des missions évangéliques de Paris. Il dirige l'école protestante de garçons de 1903 à 1935.
Il est conservateur du Musée de Papeete et président de la Société des études océaniennes de 1923 à 1945,.
Il entend l'appel du 18 juin 1940 du général de Gaulle, et convainc le gouverneur Frédéric Chastenet de Géry d'organiser une consultation de la population sur le ralliement de Tahiti à la France Libre.  À la suite du vote qui se prononce en faveur du ralliement, le gouverneur est écarté et un comité provisoire de gouvernement est formé, dont il est membre, avec Georges Bambridge, Georges Lagarde, et Émile Martin.
Il meurt le 7 avril 1945, des suites d'un accident cérébral qui avait provoqué une hémiplégie. Il est inhumé au cimetière de l'Uranie à Papeete.

## Distinction et hommages
- Chevalier de la Légion d'honneur
- Compagnon de la Libération par décret du 28 mai 1943[6],[7]
- Officier de l'ordre des Palmes académiques
- Une rue de Papeete porte son nom.

## Publication
- Dans les îles du Pacifique, Société des missions évangéliques de Paris, Paris, 1931, 60 p.